# 178 Samodzielny Batalion Strzelców Zmotoryzowanych
178 Samodzielny Batalion Strzelców Zmotoryzowanych (ros. 178-й отдельный мотострелковый батальон, w skrócie 178-й омсб albo 178 omsb) – oddział Armii Radzieckiej. Sformowany w dniach 21-25 października 1941 na bazie 8 Pułku Strzelców Zmotoryzowanych 76. Brygady Strzelców Zmotoryzowanych Wojsk NKWD w Tbilisi.

## Dowódcy
- 1944 mjr Owumian
- 1971-1974 mjr Adolf S. Sokołow
- 1974-1976 płk Chebotarew
- 1977-1979 płk Juszkiewicz
- 1979-1981 kpt./ ppłk Walerij W. Sinicyn
- 1981-1983 mjr Wiktor Romanowicz Konowałow
- 1983-1985 kpt./ gen.-płk Aleksandr Postnikow
- 1985-1987 kpt./płk Michaił Zagorodniew
- 1987-1988 mjr Paszko
- 1988-1989 mjr Stiepanow
- 1989-1990 ppłk S.I. Olefirow
- 1990-1991 mjr I. Cherneckij
- 1991-1992 mjr S.A. Motorin
- 1992-1994 mjr/płk Oleg E. Frołow

## Galeria

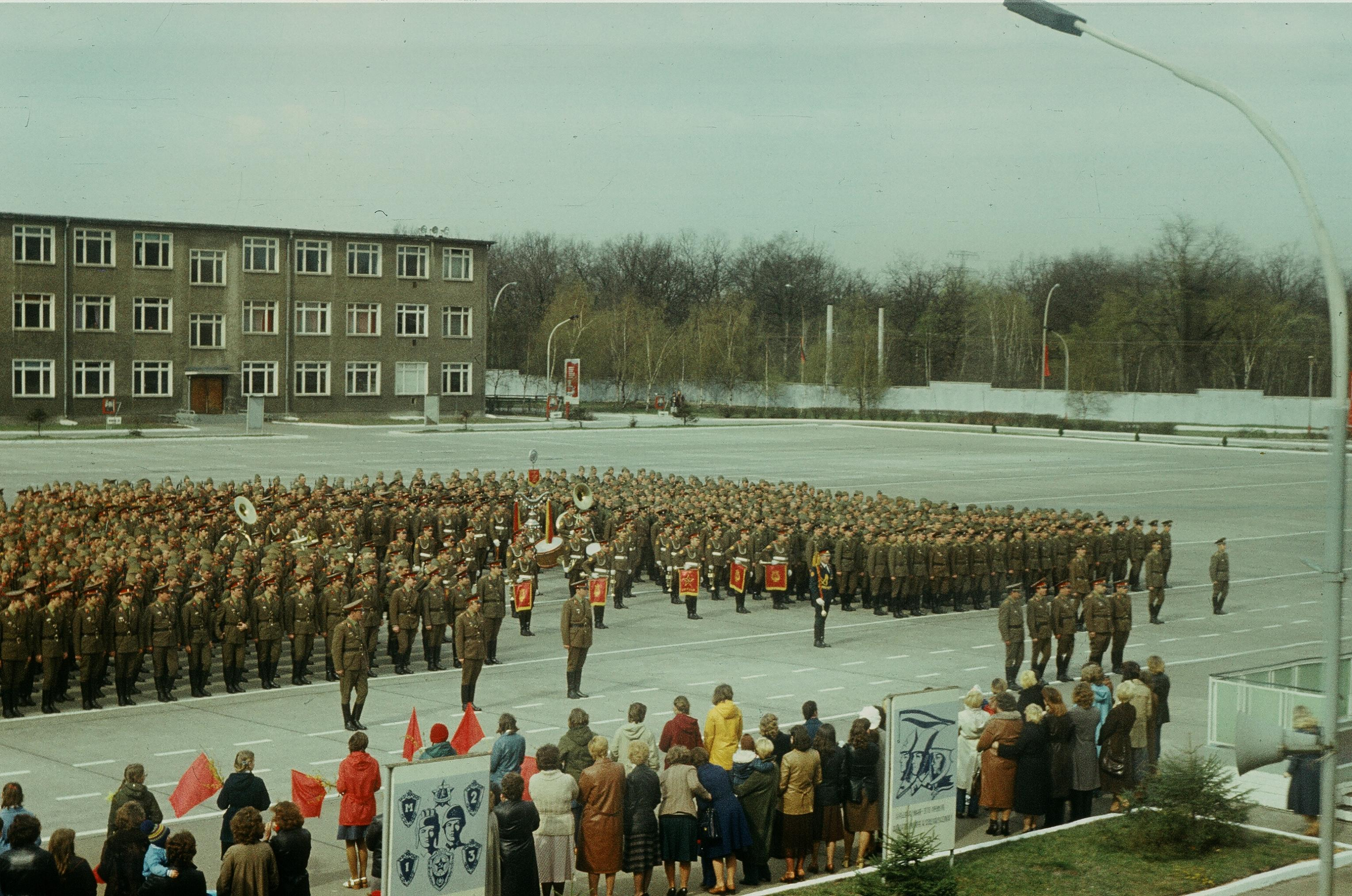
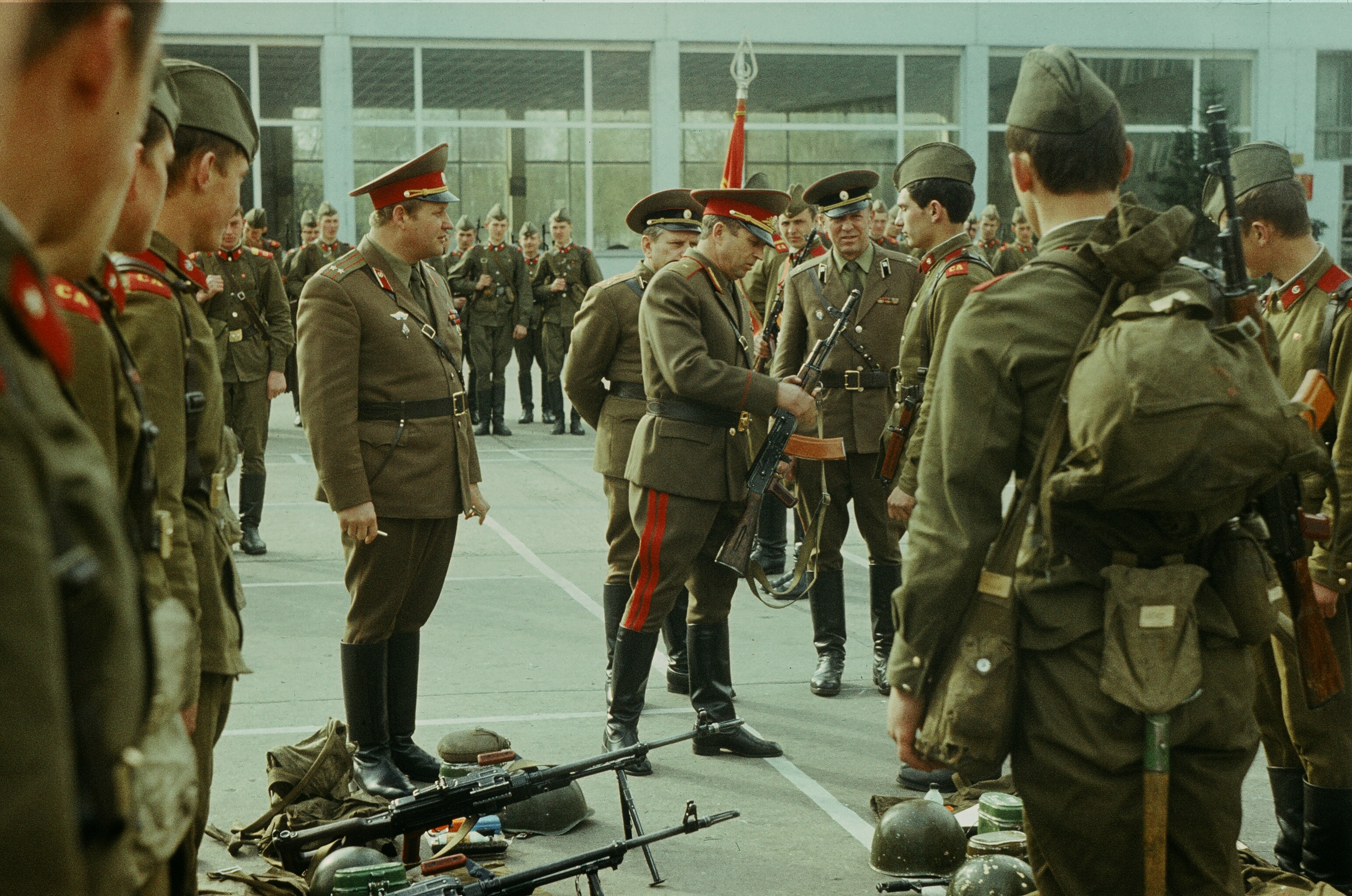